# Jagdgeschwader 105
Jagdgeschwader 105 (dobesedno slovensko: Lovski polk 105; kratica JG 105) je bil lovski letalski polk (Geschwader) v sestavi nemške Luftwaffe med drugo svetovno vojno; to je bila šolska enota za učenje novih pilotov.

## Organizacija
- štab
- I. skupina
- II. skupina

## Vodstvo polka
Poveljniki polka (Geschwaderkommodore)
- Major Helmut Bolz: do 1944
- Major Richard Leppla: 1944